# Tomodachi Life: Una vida de ensueño
Tomodachi Life: Una vida de ensueño (conocido en inglés como Tomodachi Life: Living the Dream) es un juego de simulación social actualmente en desarrollo para ser publicado por Nintendo para Nintendo Switch en 2026. El juego marca la tercera entrega de la serie de videojuegos Tomodachi; la entrega anterior, Tomodachi Life (2013), se lanzó para Nintendo 3DS más de una década antes.

## Jugabilidad
De manera similar a su predecesor, el jugador supervisa una isla de Miis con los que puede interactuar, además de ver interacciones entre los personajes.[cita requerida]
En 2014, Nintendo publicó una declaración sobre la falta de matrimonio entre personas del mismo sexo en Tomodachi Life . Dijeron que si bien no podían agregar la función al juego, se comprometieron a hacer una experiencia de juego "más inclusiva" en una siguiente entrega, lo que implica la inclusión del matrimonio entre personas del mismo sexo en Tomodachi Life: Living the Dream .  